# 象形文字

楔形文字、古埃及文字和汉字三套象形文字系统演化历史的对比。

象形文字（英語：hieroglyph），是一类古代书写系统中的字体。这类语标文件通常是具有象形特征，用于书写记录事件。新柏拉图派哲学中，特别是在文艺复兴时期，象形文字也被视为神秘思想的艺术表现形式；很多新柏拉图派也因此相信象形文字具备神秘性。不同于英语，象形文字其发音与内容不具备一致性。而在埃及，通常只有法老等具有高级身份的人们能够阅读和书写象形文字。

## 象形文字類型

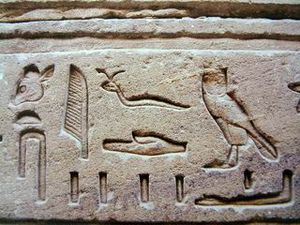
浮雕上的埃及象形文字
雕文：毒蛇 (象形文字)、猫头鹰 (象形文字)、面包 (象形文字)

- 安那托利亞象形文字（英语：Anatolian hieroglyphs）
- 阿茲特克象形文字
- 克里特島象形文字（英语：Cretan hieroglyphs）
- 聖書體（埃及象形文字）
- 馬雅象形文字
- 米克馬克象形文字（英语：Mi'kmaq hieroglyphs）
- 奥爾梅克象形文字（英语：Olmec hieroglyphs）
- 汉字
- 彝文
- 東巴文
- 水書

## 相关
- 象形文字中的鹅妈妈

## 相关阅读
- Allen, James P. . New York: Cambridge University Press. 2001. ISBN 9780521774833. OCLC 51226851.
- Brewer, Douglas J.; Teeter, Emily. . Cambridge: Cambridge University Press. 2007. ISBN 9780521851503. OCLC 433993212.
- Kamrin, Janice. . New York: Harry N. Abrams. 2004. ISBN 9780810949614. OCLC 55019226. 网址－维基内链冲突 (帮助)
- Robinson, Andrew. . London: Thames & Hudson. 2007. ISBN 9780500286609. OCLC 172818065.